# Sutalg
Pour plus de détails, voir Fiche technique et Distribution.
Sutalg (수탉, littéralement « le coq ») est un film sud-coréen réalisé par Shin Seung-soo, sorti en 1990.

## Synopsis
Doo-chil, 46 ans, est propriétaire d'une petite ferme avicole. Entourée par sa femme, sa belle-mère et ses trois filles, il n'a aucune autorité sur la famille. Un jour, il livre des poulets à un abattoir et rencontre Ok-ja qui y travaille comme comptable. Celle-ci se prostitue aussi la nuit dans des motels et des salons de coiffure pour subvenir aux besoins de sa famille et payer les études de son frère. Il tombe amoureux d'elle.

## Fiche technique
- Titre : Sutalg
- Titre original : 수탉
- Titre anglais : Rooster
- Réalisation : Shin Seung-soo
- Scénario : Kwon Rae-woo
- Musique : Han Sang-gi
- Photographie : Jin Yeong-ho
- Montage : Hyeon Dong-chun
- Production : Do Dong-hwan
- Société de production : Dae Dong Films
- Pays de production :  Corée du Sud
- Genre : Drame et romance
- Durée : 109 minutes
- Dates de sortie : 
  - Corée du Sud : 24 mars 1990

## Distribution
- Kim In-mun : Doo-chil
- Choi Yu-ra : Ok-ja
- Kim Hee-ra : Deok-bae
- Kim Ae-kyung : Oh-ssi
- Jeon Hye-seong : Il-ran
- Kim Yoo-haeng : Teol-bo
- Kook Jeong-hwan : le chef de la sécurité
- Nam Po-dong : le vendeur de poulet
- Yoon In-ja : la belle-mère
- Park Jong-seol : la diseuse de bonne aventure

## Distinctions
Le film a été nommé pour le Blue Dragon Film Award du meilleur film.